# 청진
청진(聽診)은 환자의 몸안에서 나는 소리를 청취하여 질병의 여부를 진단하는 방법이다. 주로 청진기를 사용하여 진단한다. 청진은 히포크라테스가 환자의 몸에 귀를 대어 체내의 소리를 청취한 것이 시초이나 1816년에 프랑스의 라에네크가 청진기를 발명함으로써 본격화되었다. 오늘날 내과에서 가장 많이 하는 진단이다. 일반적인 청진 부위는 순환계, 호흡계 및 소화기이다.

## 같이 보기
- 심음
- 촉진 (의학)
- 타진 (의학)